# Іран на літніх Олімпійських іграх 2024
Іран на літніх Олімпійських іграх 2024 представляв сорок один спортсмен в чотирнадцяти видах спорту.

## Медалісти
| Медаль | Ім'я                 | Вид спорту | Дисципліна                                   | Дата      |
| ------ | -------------------- | ---------- | -------------------------------------------- | --------- |
| 1      | Мохаммед Хаді Сараві | Боротьба   | греко-римська боротьба, до 97 кг (чоловіки)  | 7 серпня  |
| 1      | Саїд Есмаелі         | Боротьба   | греко-римська боротьба, до 67 кг (чоловіки)  | 8 серпня  |
| 1      | Аріан Салімі         | Тхеквондо  | понад 80 кг (чоловіки)                       | 10 серпня |
| 2      | Аліреза Мохмаді      | Боротьба   | греко-римська боротьба, до 87 кг (чоловіки)  | 8 серпня  |
| 2      | Нагід Кіяні          | Тхеквондо  | до 57 кг (жінки)                             | 8 серпня  |
| 2      | Хассан Яздані        | Боротьба   | вільна боротьба, до 86 кг (чоловіки)         | 9 серпня  |
| 2      | Мегран Бархордарі    | Тхеквондо  | до 80 кг (чоловіки)                          | 9 серпня  |
| 2      | Амір Хоссейн Заре    | Боротьба   | вільна боротьба, до 125 кг (чоловіки)        | 10 серпня |
| 2      | Рахман Амузад        | Боротьба   | вільна боротьба, до 65 кг (чоловіки)         | 11 серпня |
| 3      | Амін Мірзазаде       | Боротьба   | греко-римська боротьба, до 130 кг (чоловіки) | 6 серпня  |
| 3      | Мобіна Нематзаде     | Тхеквондо  | до 49 кг (жінки)                             | 7 серпня  |
| 3      | Амір Алі Азарпіра    | Боротьба   | вільна боротьба, до 97 кг (чоловіки)         | 11 серпня |

| Вид спорту | 1 | 2 | 3 | Загалом |
| Боротьба   | 2 | 4 | 2 | 8       |
| Тхеквондо  | 1 | 2 | 1 | 4       |

| Медалі за днями | Медалі за днями | Медалі за днями | Медалі за днями | Медалі за днями | Медалі за днями |
| --------------- | --------------- | --------------- | --------------- | --------------- | --------------- |
| День            | Дата            | 1               | 2               | 3               | Загалом         |
| 11              | 6 серпня        | 0               | 0               | 1               | 1               |
| 12              | 7 серпня        | 1               | 0               | 1               | 2               |
| 13              | 8 серпня        | 1               | 2               | 0               | 3               |
| 14              | 9 серпня        | 0               | 2               | 0               | 2               |
| 15              | 10 серпня       | 1               | 1               | 0               | 2               |
| 16              | 11 серпня       | 0               | 1               | 1               | 2               |
| Загалом         | Загалом         | 3               | 6               | 3               | 12              |

| Медалі за статтю | Медалі за статтю | Медалі за статтю | Медалі за статтю | Медалі за статтю |
| ---------------- | ---------------- | ---------------- | ---------------- | ---------------- |
| Стать            | 1                | 2                | 3                | Загалом          |
| Чоловіки         | 3                | 5                | 2                | 10               |
| жінки            | 0                | 1                | 1                | 2                |
| змішані          | 0                | 0                | 0                | 0                |
| Загалом          | 3                | 6                | 3                | 12               |

## Спортсмени
| Вид спорту                      | Чоловіки | Жінки | Загалом |
| ------------------------------- | -------- | ----- | ------- |
| Стрільба з лука                 | 0        | 1     | 1       |
| Легка атлетика                  | 1        | 1     | 2       |
| Веслування на байдарках і каное | 2        | 0     | 2       |
| Велоспорт                       | 1        | 0     | 1       |
| Фехтування                      | 4        | 0     | 4       |
| Гімнастика                      | 1        | 0     | 1       |
| Академічне веслування           | 0        | 3     | 3       |
| Стрільба                        | 1        | 3     | 4       |
| Спортивне скелелазіння          | 1        | 0     | 1       |
| Плавання                        | 1        | 0     | 1       |
| Настільний теніс                | 2        | 1     | 3       |
| Тхеквондо                       | 2        | 2     | 4       |
| Важка атлетика                  | 2        | 0     | 2       |
| Боротьба                        | 12       | 0     | 12      |
| Загалом                         | 30       | 11    | 41      |